# Emanuel de Porras
Emanuel Matías de Porras (Cutral Có, provincia del Neuquén, Argentina; 16 de octubre de 1981), también conocido como Cachi de Porras, es un futbolista argentino que debutó como profesional en Ferro Carril Oeste. Juega como delantero y actualmente se desempeña en Sportivo Barracas de la Primera C.

## Clubes
| Club                 | País      | Año         | PJ | Goles |
| -------------------- | --------- | ----------- | -- | ----- |
| Ferro Carril Oeste   | Argentina | 1999-2001   | 32 | 16    |
| Huracán              | Argentina | 2001-2002   | 2  | 1     |
| Ferro Carril Oeste   | Argentina | 2002-2003   | 28 | 14    |
| Persija Jakarta      | Indonesia | 2004-2005   | 31 | 17    |
| PSIS Semarang        | Indonesia | 2005-2006   | 30 | 23    |
| Benevento Calcio     | Italia    | 2006-2008   | 9  | 6     |
| Durazno F.C.         | Uruguay   | 2009        | 5  | 2     |
| Flandria             | Argentina | 2009-2010   | 32 | 13    |
| Acassuso             | Argentina | 2010-2011   | 16 | 0     |
| Persija Jakarta      | Indonesia | 2011 - 2012 | 36 | 21    |
| Tristán Suárez       | Argentina | 2012-2013   | 16 | 2     |
| Negeri Sembilan FA   | Malasia   | 2013        | 9  | 2     |
| Atlético Bucaramanga | Colombia  | 2014        | 36 | 9     |
| Sportivo Barracas    | Argentina | 2016 - 2018 | 34 | 18    |